# 윤찬 (1996년)
윤찬(1996년 11월 26일 ~ )은 대한민국의 배우이다.

## 출연 작품

### 드라마 & 시트콤
- 《아일랜드》 (MBC, 2004년)
- 《자명고》 (SBS, 2009년)
- 《동이》 (MBC, 2010년) - 왕세자 윤 (경종) 역

### 영화
- 《날아라 허동구》 (2007년) - 준태 역
- 《백야행 - 하얀 어둠 속을 걷다》 (2009년) - 동수 아들 민재 역

### 방송
- 《출발드림팀 시즌 2》 (KBS2, 2014년)